# Casa Allen
La Casa Allen también conocida como Casa Marshall es una casa histórica ubicada en Bon Secour, Alabama.  

## Descripción
La Casa Allen fue construida alrededor de 1880 siguiendo el estilo arquitectónico de la Cabaña Criolla. Fue incluida en el Registro Nacional de Lugares Históricos en 1988. Se encuentra junto a la ruta 10 del condado en la orilla norte del río Bon Secour.
Una casa cercana, la Casa James Allen, construida alrededor de 1840, también en el río Bon Secour, se construyó con troncos y se ha actualizado a lo largo de los años.